# Neuf-Mesnil
Neuf-Mesnil é uma comuna francesa na região administrativa de Altos da França, no departamento do Norte. Estende-se por uma área de 1.21 km². Em 2010 a comuna tinha 1 329 habitantes (densidade: 1 098,3 hab./km²).